# 锡诺布勒河畔屈比耶尔
锡诺布勒河畔屈比耶尔（法語：Cubières-sur-Cinoble，法語發音：[kybjɛʁ syʁ sinɔbl] ⓘ）是法国奥德省的一个市镇，属于利穆区。

## 地理
锡诺布勒河畔屈比耶尔（42°51'40"N, 2°27'40"E）面积14.48 平方千米，位于法国奧克西塔尼大區奥德省，该省份为法国南部沿海省份，北起塔恩省，西北接上加龙省，西接阿列日省，南至东比利牛斯省，东临地中海，东北与埃罗省接壤。
与锡诺布勒河畔屈比耶尔接壤的市镇（或旧市镇、城区）包括：拉格利河畔康普、富尔图、苏拉切、普吕尼亚讷、圣保罗德弗努耶。

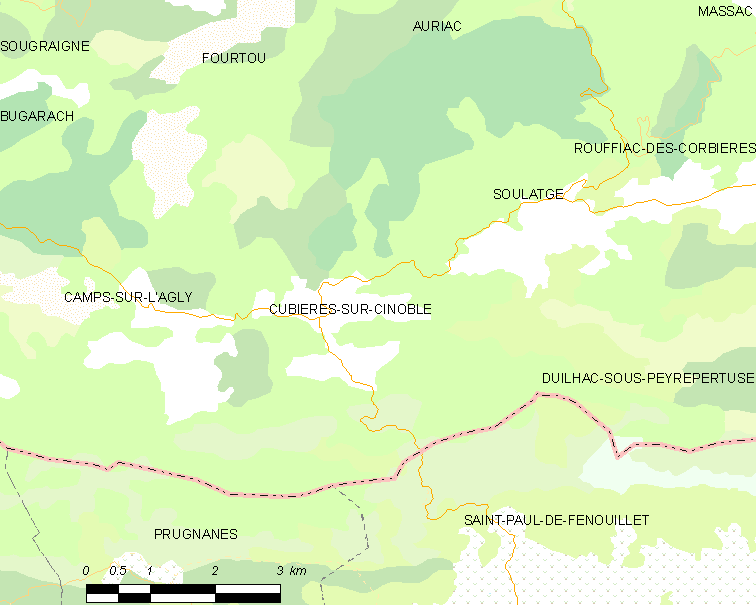
锡诺布勒河畔屈比耶尔的OSM定位图

锡诺布勒河畔屈比耶尔的时区为UTC+01:00、UTC+02:00（夏令时）。

## 行政
锡诺布勒河畔屈比耶尔的邮政编码为11190，INSEE市镇编码为11112。

## 政治
锡诺布勒河畔屈比耶尔所属的省级选区为上奥德河谷县。

## 人口

1962-2008年间锡诺布勒河畔屈比耶尔人口变化图示

锡诺布勒河畔屈比耶尔于2022年1月1日时的人口数量为81人。